# Mark Lanegan
Mark Lanegan, (Ellensburg, 1964. november 25. – Killarney, 2022. február 22.) amerikai énekes, dalszerző, költő. Tizenkét szóló stúdióalbumot adott ki, valamint három közös albumot Isobel Campbellel és kettőt pedig Duke Garwooddal. A szakértők Tom Waitshez, Leonard Cohenhez és Nick Cave-hez hasonlítják.

## Pályafutása
Mark Lanegan a Washington állambeli Ellensburgben született. Lanegan ír, skót és walesi származású volt. Problémás családból származott, amelyet gyorsan megpróbált elkerülni, ami egyben droghasználatához is vezetett.
Lanegan tizenkéves korától rendszeresen ivott, tizennyolcéves korától pedig keményen drogozott, a kilencvenes évekre a hajléktalanságig süllyedt. Letartóztatták és egy év börtönbüntetésre ítélték kábítószerrel kapcsolatos bűncselekmények miatt. Kurt Cobain felesége, Courtney Love kifizette az elvonót, hogy összeszedhesse magát. Drogfüggőségét csak a 2010-es évekre sikerült teljesen leküzdenie. Az ismert a seattle-i székhelyű Grunge zenekar, a Screaming Trees énekeseke lett. Eredetileg a dobosuk volt, aztán az énekre váltott. 1991-ben adták ki első nagylemezüket (Uncle Anesthesia).
Lanegant később mindenki a korszak egyik legjobb énekeseként ismerte el. Szólólemezei egyre jobban fogytak, egyre inkább kultikus sztár lett. A Screaming Trees mellett Mark Lanegan 1990-ben rögzítette első szólóalbumát, a The Winding Sheet, a Nirvana Kurt Cobain és Krist Novoselić támogatásával.
2019 novemberében Lanegannek koncertje volt Budapesten.
Zenei pályafutása mellett író is volt, két önéletrajzot és egy dalszövegkönyvet publikált. Lanegan Killarney-i otthonában halt meg 2022. február 22-én, 57 éves korában. A halál okát nem tárták fel. Stevie Chick nekrológja a The Guardianben úgy emlékezett rá, aki szerint „nemzedékének egyik legmélyebben érző énekese volt”. Lanegant a Hollywood Forever Cemeteryben helyezték örök nyugalomra Los Angelesben.

## Albumok
- The Winding Sheet (1990)
- Whiskey for the Holy Ghost (1994)
- Scraps at Midnight (1998)
- I'll Take Care of You (1999)
- Field Songs (2001)
- Bubblegum (2004)
- Blues Funeral (2012)
- Imitations (2013)
- Phantom Radio (2014)
- Gargoyle (2017)
- Somebody's Knocking (2019)
- Straight Songs of Sorrow (2020)

### Isobel Campbellel
- 2006: Ballad of the Broken Seas
- 2008: Sunday at Devil Dirt

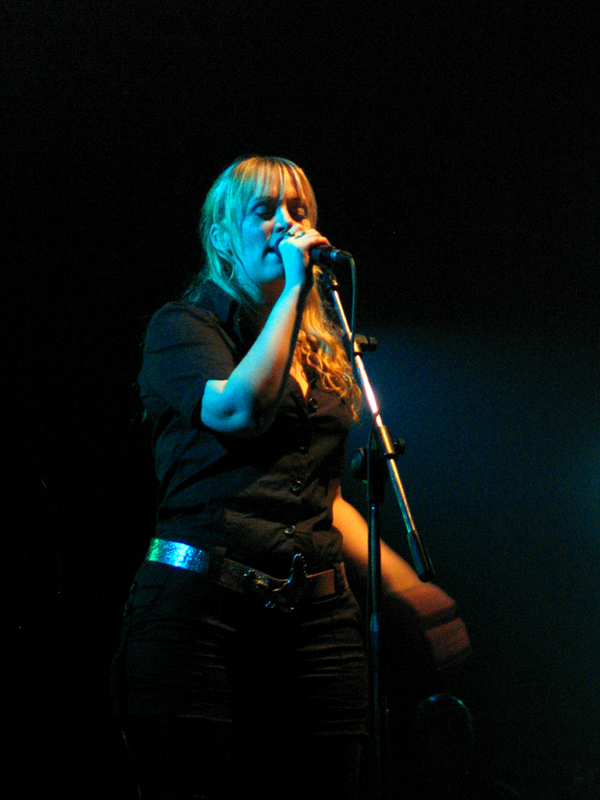
Isobel Campbell

- 2008: keep me in mind sweatheart (EP)
- 2010: Hawk

### Duke Garwooddal
- 2013: Black Pudding
- 2018: With Animals